# Diarsia flavostigma
Diarsia flavostigma là một loài bướm đêm thuộc họ Noctuidae. Nó là loài đặc hữu của Borneo và có thể cả Sumatra.